# Lomatocarpa albomarginata
Lomatocarpa albomarginata là một loài thực vật có hoa trong họ Hoa tán. Loài này được (Schrenk) Pimenov & Lavrova mô tả khoa học đầu tiên năm 1987.